# Jessie T. Usher
Jessie T. Usher, Jr. (Maryland, 29 febbraio 1992) è un attore statunitense.
È noto per aver interpretato Dylan Dubrow nel film di fantascienza diretto da Roland Emmerich Independence Day - Rigenerazione (2016), sequel di Independence Day (1996), e A-Train alla serie di Prime Video The Boys (dal 2019).

## Biografia
Nato il 29 febbraio del 1992. Al college, dove è membro dell'Alpha Gamma Sigma Honor Society, studia arte culinaria.
Usher si dedica alla recitazione già da bambino, dopo che la sua famiglia si trasferisce a Los Angeles nel 2003. Dal 2005 al 2009 ottiene ruoli minori in varie serie televisive tra cui Senza traccia, Hannah Montana, Lincoln Heights - Ritorno a casa, Numb3rs, The Mentalist e Criminal Minds. Nel 2010 debutta al cinema come comparsa nel film drammatico Beautiful Boy. Nell'anno successivo prende parte al film per la televisione Level Up, molto apprezzato negli Stati Uniti, tanto da portare alla creazione di un'omonima serie televisiva, del cui cast Usher fa parte dal 2012 al 2013. Il film e la serie contribuiscono ad accrescere la popolarità. Nel 2014 entra a far parte del cast della serie televisiva Survivor's Remorse. Nello stesso anno appare nel lungometraggio Il tempo di vincere.
Nel 2015 viene annunciato che Jessie T. Usher sarebbe stato protagonista del sequel del film Independence Day, intitolato Independence Day - Rigenerazione, nel quale avrebbe vestito i panni di Dylan Dubrow, figlio del capitano Steven Hiller, personaggio interpretato da Will Smith nel primo film. Nell'agosto dello stesso anno, la rivista Variety lo include tra i 10 attori da tenere d'occhio, una lista che annualmente cita gli attori emergenti più promettenti dell'anno.
Dal 2019 prende parte nel ruolo di A-Train alla serie di Prime Video The Boys, ideata da Eric Kripke e basata sull'omonimo fumetto creato da Garth Ennis e Darick Robertson. Compare, nei panni del medesimo personaggio, anche nel primo episodio, pubblicato nel 2023, della serie spin-off Gen V, e in due puntate della miniserie The Boys: VNN (Seven on 7), diretta da Matt Motschenbacher. Infine presta il volto al personaggio anche nel videogioco Call of Duty: Modern Warfare III, diretto da David Swenson e distribuito nel 2023.

## Filmografia

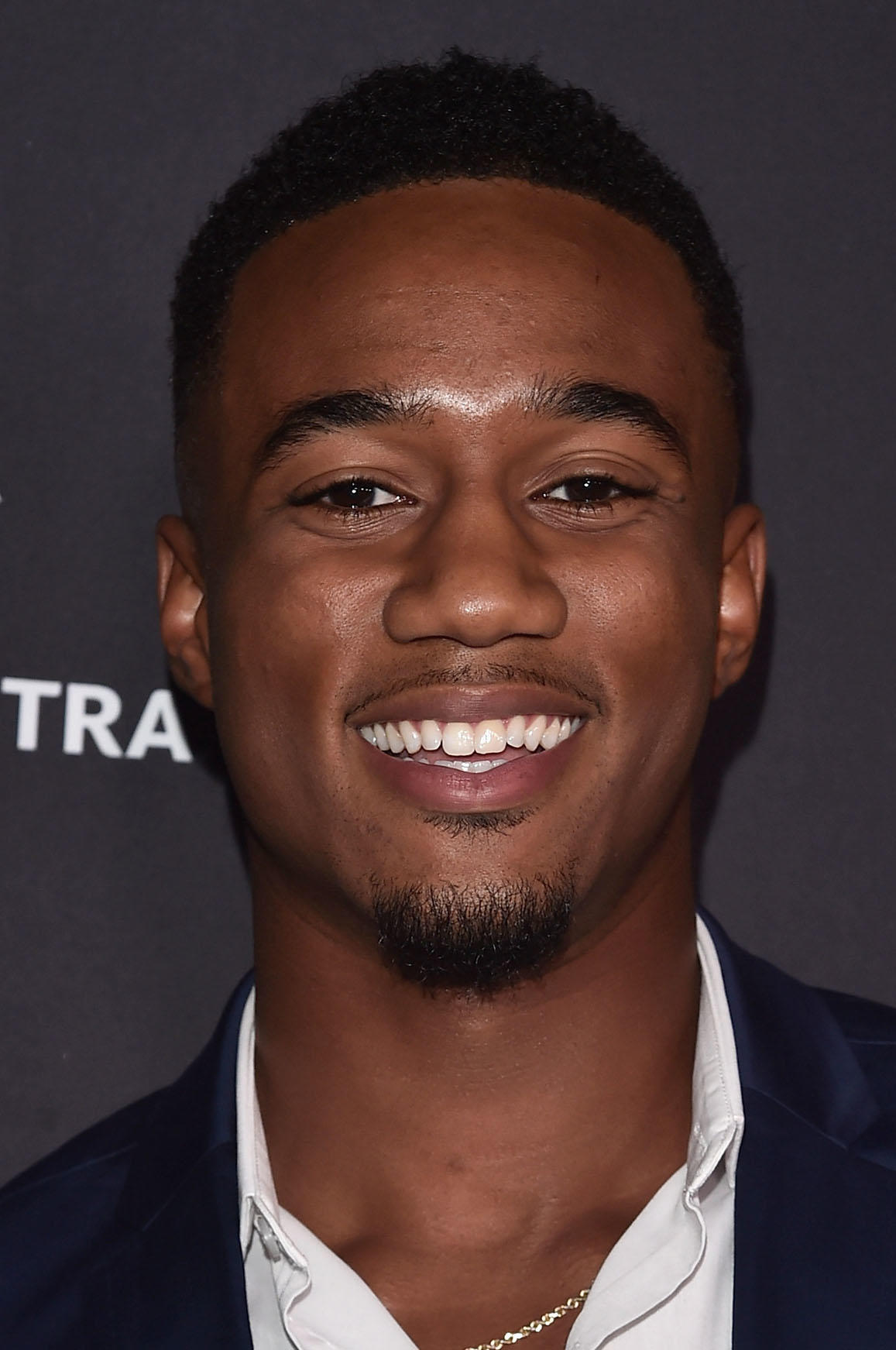
Jessie Usher nel 2016

### Attore

#### Cinema
- Beautiful Boy, regia di Shawn Ku (2010)
- InAPPropriate Comedy, regia di Vince Offer (2013)
- Il tempo di vincere (When the Game Stands Tall), regia di Thomas Carter (2014)
- Independence Day - Rigenerazione (Independence Day: Resurgence), regia di Roland Emmerich (2016)
- Almost Christmas - Vacanze in famiglia (Almost Christmas), regia di David E. Talbert (2016)
- All Part of the Game: Part 1 Freethrows, regia di Brandon Thomas - cortometraggio (2016)
- Stronghold, regia di Markiss McFadden (2017)
- Corsa infernale (Ride), regia di Jeremy Ungar (2018)
- Shaft, regia di Tim Story (2019)
- The Banker, regia di George Nolfi (2020)
- Dangerous Lies, regia di Michael Scott (2020)
- Smile, regia di Parker Finn (2022)
- One Date, regia di Andrew Bachelor - cortometraggio (2023)

#### Televisione
- Senza traccia (Without a Trace) - serie TV, episodio 3x14 (2005)
- Hannah Montana - serie TV, episodio 2x02 (2007)
- Lincoln Heights - Ritorno a casa (Lincoln Heights) - serie TV, episodio 3x01 (2008)
- Numb3rs - serie TV, episodio 5x10 (2008)
- The Mentalist - serie TV, episodio 1x12 (2009)
- Criminal Minds - serie TV, episodio 4x25 (2009)
- Summer Camp, regia di Lev L. Spiro - film TV (2010)
- Level Up, regia di Peter Lauer - film TV (2011)
- Level Up - serie TV, 31 episodi (2012-2013)
- Survivor's Remorse - serie TV, 36 episodi (2014-2017)
- The Boys - serie TV, 32 episodi (2019-2024) - A-Train
- MacGyver - serie TV, episodio 5x01 (2020)
- The Boys: VNN (Seven on 7), regia di Matt Motschenbacher - miniserie TV, 2 puntate (2021) - A-Train
- Tales of the Walking Dead - serie TV, episodio 1x05 (2022)
- Gen V - serie TV, episodio 1x01 (2023) - A-Train
- Pulse - serie TV, 10 episodi (2025)

#### Videogiochi
- Call of Duty: Modern Warfare III, regia di David Swenson (2023) - A-Train

### Doppiatore

#### Cinema
- Teenage regia di Matt Wolf - documentario (2013)
- Seal Team - Squadra speciale foche (Seal Team), regia di Greig Cameron e Kane Croudace (2021)

#### Televisione
- G.I. Joe: Renegades - serie animata, episodio 1x21 (2011)
- Robot Chicken - serie animata, episodio 11x05 (2021)

### Produttore
- Stronghold, regia di Markiss McFadden (2017)
- A Father's Love, regia di RonReaco Lee - cortometraggio (2018)
- Corsa infernale (Ride), regia di Jeremy Ungar (2018)

### Sceneggiatore
- A Father's Love, regia di RonReaco Lee - cortometraggio (2018)

## Doppiatori italiani
Nelle versioni in italiano delle opere in cui ha recitato, Jessie T. Usher è stato doppiato da:
- Simone Crisari in Criminal Minds, Independence Day - Rigenerazione, The Banker, Pulse
- Alex Polidori in The Boys, Gen V
- Emanuele Ruzza in Shaft
- Gabriele Vender in Dangerous Lies
- Manuel Meli in MacGyver
- Gianluca Cortesi in Tales of the Walking Dead
- Andrea Checchi in Smile